# Хелльмайр, Карл Эдуард
Карл Эдуард Хелльмайр (нем. Carl Eduard Hellmayr, 1878—1944) — австрийский орнитолог.

## Биография
Уже в раннем возрасте он наблюдал за птицами в окрестностях Зайтенштеттена. В 1897 году Хелльмайр получил аттестат зрелости. В 1898 году появилась его первая публикация: «Muscicapa parva im Wienerwald». Уже в возрасте 16 лет в 1894 году он начал проводить изыскания для своей второй публикации «Beiträge zur Ornithologie Nieder-Österreichs», которая была опубликована в 1899 году. В 1899—1900 годах он прописался в Берлине. Затем он учился в Вене, но не окончил учёбу. В период работы в Баварском национальном музее в Мюнхене он получил степень доктора.
Во время встречи Немецкого общества орнитологов в 1900 году в Лейпциге Хелльмайр впервые познакомился с Гансом Графом фон Берлепшом. Так возникла тесная дружба, в которой Берлепш был важным наставником. В 1903 году Хелльмайру было поручено создать при Зоологическом институте орнитологическое отделение для Национального музея в Мюнхене, где он стал куратором. Вскоре он начал изучать птиц Бразилии, которые были собраны Иоганном Баптистом фон Спиксом. В результате в 1905 году вышла публикация под заголовком «Revision der Spix’schen Typen brasilianischer Vögel». В 1905 году он приехал в Зоологический музей Уолтера Ротшильда в Тринге. Здесь он познакомился со своим следующим покровителем Эрнстом Хартертом. В 1908 году он вернулся в Мюнхен, где пробыл до сентября 1922 года. В это время он был генеральным секретарём Орнитологического общества в Баварии. Он каталогизировал и рассортировал архив по зоологии и зоотомии Видемана. Для Национального музея естественной истории в Париже он анализировал с 1904 года птиц, которых собрал в Южной Америке Альсид Дессалин Д’Орбиньи. В 1922 году он отправился в Соединённые Штаты. Так как Чарльз Барни Кори из Филдовского музея естественной истории умер, Хелльмайр продолжил в октябре 1922 года начатую им работу по многотомному монументальному труду «Catalogue of the Birds of the America». Каталог стал одним из его самых значительных произведений.
В июне 1931 года он вернулся в Европу. После прихода к власти национал-социалистов в Австрии в 1938 году он был арестован. Причины ареста неясны. В заключении он тяжело заболел и попал в больницу. Однако, истязания и допросы продолжались. После увольнения ему удалось бежать в Швейцарию, в которой он оставался до своей смерти. После того, как он немного отдохнул от пережитого в плену, он отправился на короткое время c исследовательскими целями в Музей естествознания в Лондоне, однако, вскоре снова вернулся в Женеву. Война оставила свои следы и Хелльмайру пришлось в 1942 году лечь на операцию в больницу в Куре. В 1943 году он со своей женой Катериной отправились в Орселину, где и скончался 24 февраля 1944 года в возрасте 66 лет.

## Эпонимы
Энтомолог Альберт Шульц назвал в честь Хелльмайра в 1904 году вид роющих ос Ampulex hellmayri. Хартерт назвал в 1909 году вид птиц Anthus hellmayri. Аутрам Бэнгс посвятил Хелльмайру в 1907 году новый вид птиц Cranioleuca hellmayri. Отмар Райзер в 1905 году назвал вид птиц Gyalophylax hellmayri. В 1907 году друг Берлепш также назвал таксон Mecocerculus hellmayri. Ян Штольцман посвятил Хелльмайру в 1926 году даже собственный род Hellmayrea.